# Joan Bardají Miranda
Joan Bardají Miranda (Almenar, 19 de juliol de 1929) és un músic català que ha estat vinculat a la Societat Coral La Lira, coneguda per tots els almenarencs com «el Coro», que és una de les entitats musicals més arrelades a Almenar. Joan Bardají ha ocupat, durant més de la meitat de la història de l'entitat, el càrrec de director. La seva esposa, Mercè Roca, va participar amb ell en la direcció de la coral i en la divulgació del cant i de la música a Almenar.

## Formació i aprenentatge
L'afició a la música de Joan Bardají comença vers l'any 1938 vinculat al cor de l'església parroquial, amb unes primeres nocions de solfeig a càrrec de mossèn Pere Sanahuja. Posteriorment, amplià coneixements amb altres mestres, però també s'ha de destacar la seva vessant autodidacta, que li permeté formar part de diferents orquestres com a instrumentista de saxofon, guitarra i violí, com també dirigir altres corals. Durant les dècades dels seixanta i dels setanta, el seu germà, Josep Bardají, cantant i músic de clarinet i de saxofon, també en va formar part.
A més, seguint la tradició familiar, s'ha dedicat a l'ofici de forner.

## Direcció de la Coral La Lira
Des del 1946, Joan Bardají dirigia el cor parroquial on, en aquell moment, s'assajava una missa a tres veus. A més, també cantava a la Coral La Lira. Al cap de poc, La Coral es va quedar sense director, va ser llavors quan Josep Segura s'adreçà a Joan Bardají i li proposà dirigir el "Coro". Joan Bardají acceptà el càrrec, al qual es dedicà gairebé tota la vida. El seu nomenament va ser el dia 25 de novembre de 1948.
L'any 1952 va ser d'èxit per La Lira i, per aquest motiu, a la Fira de setembre tots els cantaires van estrenar unes flamants faixes i es beneí un nou estàndard, ja que fins aleshores encara es conservava aquell cedit per Educación y Descanso. Va ser Joan Bardají com a director qui, amb el vot favorable de tots els components, es negà a sortir més si no es feia un estàndard nou i català. Per això, l'any 1954 s'aprovà un nou reglament i els seus components es van comprometre a organitzar els actes de la Fira de setembre.
L'any 1981, el "Coro" es convertí en Orfeó de veus mixtes, ja que fins aquell moment la Coral La Lira era composta per veus masculines, amb la qual cosa es va obrir un ventall de possibilitats que permetia cantar tota mena de peces musicals.
Una de les actuacions més encisadores de l'Orfeó La Lira va ser el 18 de juny de 1983, el dia del retorn de l'Àngel al campanar. En el moment de la coronació de l'Àngel, es va estrenar la complexa peça "Al·leluia" del Messies de Haendel.
A la dècada dels vuitanta, amb el nou context polític, econòmic i social, l'activitat coral i la formació musical obtingué un suport institucional més ampli i es creà l'Escola de Música i la Coral Infantil. El 1981 es publicà una casset de cançons populars.
Des dels inicis del segon mil·lenni, la Coral La Lira ha estat unida a la Federació dels Cors de Clavé i a la Federació Catalana d'Entitats Corals.
L'any 2000, Joan Bardají va demanar a mossèn Francesc Martí Solsona que redactés l'himne d'Almenar, el qual va ser musicat pel mestre Josep Prenefeta.